# Пустозерск (музей-заповедник)
Историко-культурный и ландшафтный музей-заповедник «Пустозерск» расположен в Ненецком автономном округе. Находится в центральной части Нарьян-Мара в «Доме Шевелёвых» по адресу: улица Тыко Вылки, д. 4. Является филиалом государственного бюджетного учреждения культуры «Музейное объединение Ненецкого автономного округа»

## История

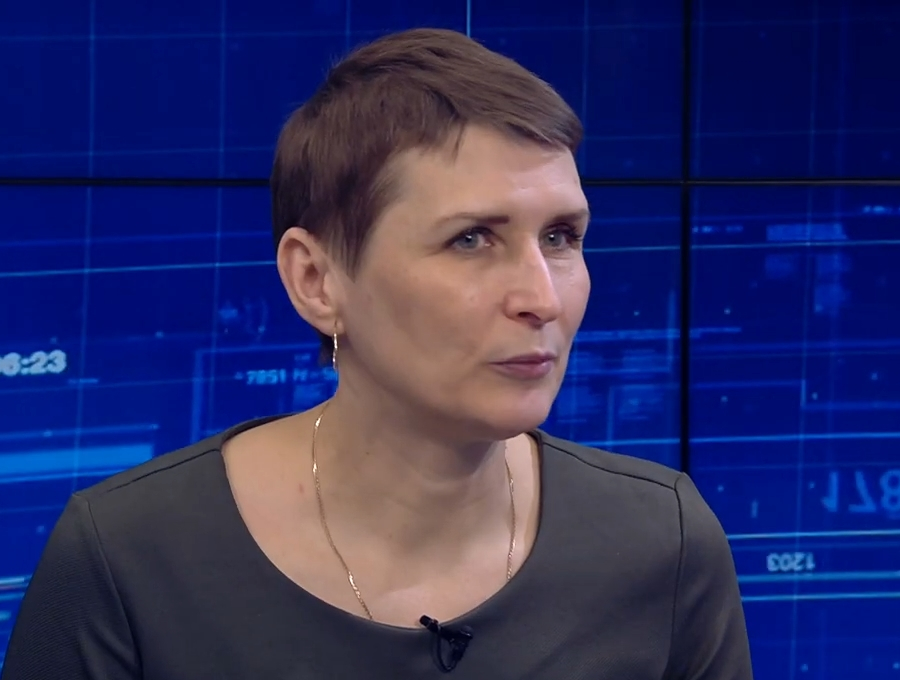
Директор «Музейного объединения Ненецкого автономного округа» Елена Меньшакова (март 2021)

Пустозерский комплексный историко-природный музей был открыт 5 ноября 1991 года по решению Ненецкого окрисполкома. Один из инициаторов создания музея — И. Н. Просвирнин. Первоначальный штат музея состоял из двух сотрудников. Первый директор музея — М. И. Фешук. К ведению музея был отнесён памятник археологии «Пустозерское городище», который Постановлением Совета Министров РСФСР от 4 декабря 1974 года был внесён в Список памятников истории и культуры, находящихся под государственной охраной. Решением Ненецкого окрисполкома 7 января 1987 года был утверждён природно-исторический памятник «Городище Пустозерск» в границах площадью 412 га.
Решением Ненецкого окрисполкома от 23 февраля 1990 года, охранной зоной были объявлены: Городецкое озеро, сопка Сиера, мемориальная часть деревни Устье, в которой расположены памятники: дом Терентьевой, баня И. Н. Попова, амбар Хайминой, амбар Усачёва, обетный крест 1862 года, здание Пустозерской Преображенской церкви. Площадь охраняемой территории составила 7387 га.
В 1994 музею, для размещения экспозиции и дирекции музея передано здание по улице Тыко Вылки, 4, памятник истории и культуры местного значения «Дом Шевелёвых», в 1995 — «Дом Федотовых» для реставрации и размещения в нем фондохранилища.
В мае 1996 года за музеем закреплено в бессрочное пользование 1410 га земли природоохранного назначения и озеро Городецкое. В июле 1996 создана егерская служба музея.
В 2005 году музей получил статус юридического лица и был зарегистрирован как Окружное государственное учреждение «Музей истории и культуры Пустозерска».
В 2010 году музей получил новое название: историко-культурный и ландшафтный музей-заповедник «Пустозерск», а в декабре 2011 года переименован в Государственное бюджетное учреждение культуры "Историко-культурный и ландшафтный музей-заповедник «Пустозерск».
С марта 2005 года в Доме Шевелёвых открыта постоянная экспозиция «Северный дом; его облик и душа», показывающая домашний уклад пустозерцев.

## Дом Шевелёвых
Экспозиция и дирекция музея находится в здании «Дом Шевелёвых» в Нарьян-Маре.